# Nothing But Trouble (1991)
Nothing but Trouble is een Amerikaanse komedie uit 1991 geregisseerd door Dan Aykroyd. 

## Plot
Een Chris Thorne en Diane Lightson raken onderweg naar Atlantic City vast in het vreemde dorpje Valkenvania.

## Ontvangst
De film kreeg erg slechte recensies en wist alleen 8 miljoen dollar van zijn budget van 40 miljoen dollar terug te krijgen.
De film was genomineerd voor zes Razzies en won de prijs voor slechtste mannelijke bijrol (Aykroyd).

## Rolverdeling
| Acteur              | Personage                           |
| ------------------- | ----------------------------------- |
| Chevy Chase         | Chris Thorne                        |
| Demi Moore          | Diane Lightson                      |
| John Candy          | Dennis Valkenheiser/Eldona          |
| Dan Aykroyd         | Judge Alvin 'J.P' Valkenheiser/Bobo |
| Taylor Negron       | Fausto Squiriniszu                  |
| Bertila Damas       | Renalda Squiriniszu                 |
| Valri Bromfield     | Officer "Miss" Priscilla Purdah     |
| Digital Underground | Zichzelf                            |